# Ballando con le stelle
Ballando con le stelle är ett populärt underhållningsprogram i Italien där kända och okända par tävlar i dans. Under 2005-2006 tävlade bland andra Diego Maradona. Programmet leds av Milly Carlucci & Paolo Belli som är en TV-personlighet i Italien. Programmet sänds på Rai 1 varje lördag från kl. 21.